# Casima

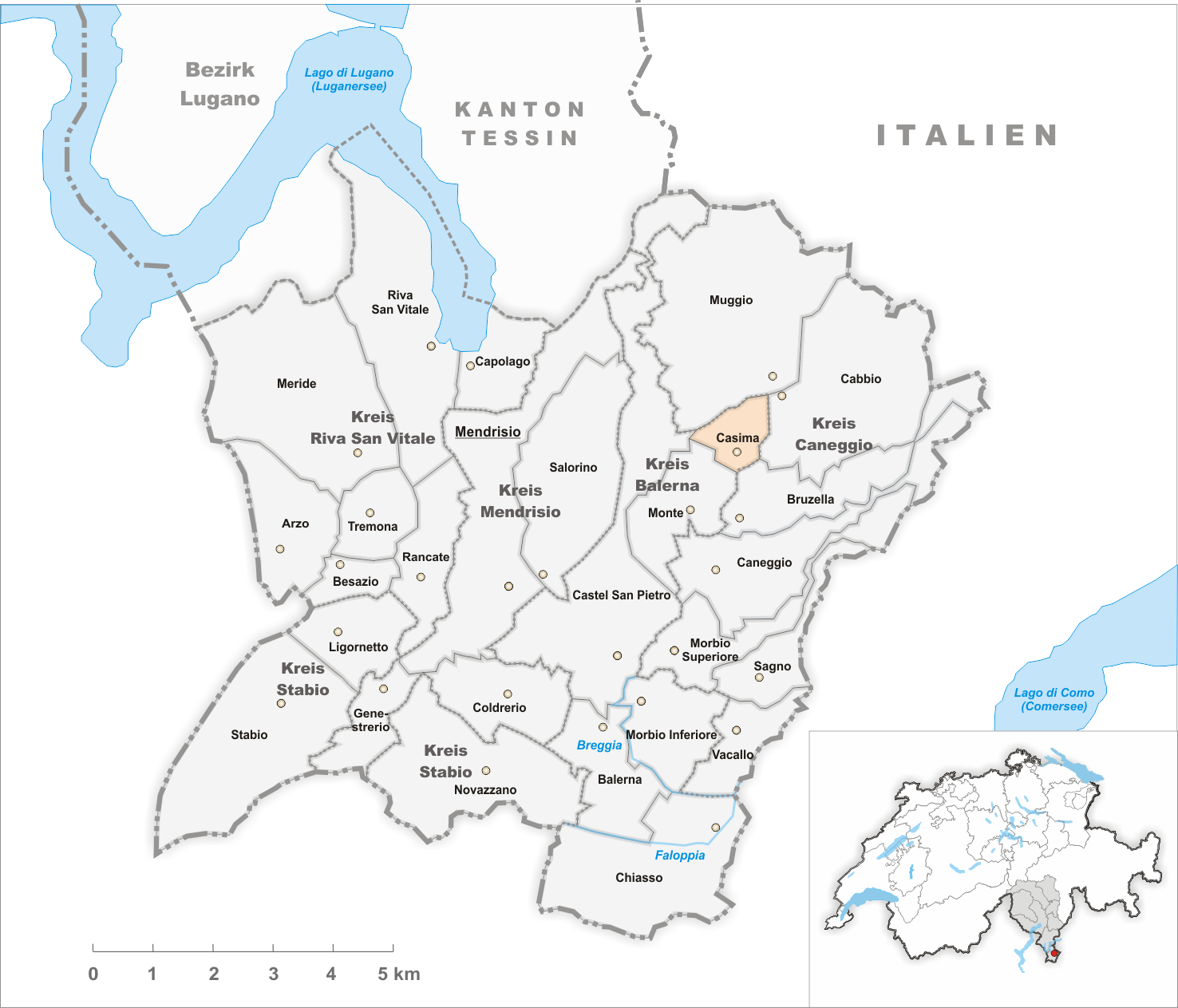
Gemeindestand vor der Fusion am 4. April 2004

Casima ist ein Dorf im Kreis Mendrisio, im Bezirk Mendrisio des Kantons Tessin in der Schweiz. Von 1805 bis 2004 war Casima eine eigene politische Gemeinde.

## Geographie
Das Dorf liegt auf 620 m ü. M. am Hang des Monte Generoso im Muggiotal.

## Geschichte
Eine erste Erwähnung findet das Dorf im Jahre 1507 unter dem damaligen Namen Casima. Im Mittelalter war das Dorf eine Fraktion der Gemeinde Cabbio, 1805 wurde es eine selbstständige Gemeinde.

## Gemeindefusion
Seit dem 4. April 2004 gehört das Dorf zur Gemeinde Castel San Pietro TI.

## Bevölkerung
Einwohnerzahlen: Volkszählungsdaten

## Sehenswürdigkeiten
Das Dorfbild ist im Inventar der schützenswerten Ortsbilder der Schweiz (ISOS) als schützenswertes Ortsbild der Schweiz von nationaler Bedeutung eingestuft.
- Pfarrkirche Madonna Addolorata und San Carlo Borromeo, geweiht 1823, mit Gemälde Erkündigung des Malers Simone Calvi (Ende 17. Jahrhundert)[5]
- Alte Nevèra (Schneekeller)[5]
- Alte Steinbrücke[5]